# 東京スプリント
東京スプリント（とうきょうスプリント）は、特別区競馬組合が大井競馬場で施行する地方競馬（南関東公営競馬）の重賞競走（ダートグレード競走）である。格付けはJpnIII。

## 概要
旧称は大井競馬場の愛称である「東京シティ競馬(TCK)」に由来した東京シティ盃（とうきょうシティはい）であった。大井競馬の競走体系の整備に伴い、2009年度にダートグレード競走に格上げされ「東京スプリント」に改称。回数は東京シティ盃から引き継ぎ、第20回からとなる。

### 条件・賞金等（2025年）
出走資格
サラブレッド系4歳以上、地方選定馬・中央選定馬
- 本年のフジノウェーブ記念に優勝した南関東所属馬には優先出走権がある。

負担重量
56kg、牝馬54kg（南半球産4歳馬1kg減）を基本に、さらに本年4月11日以前のGI・JpnI優勝馬は2kg、GII・JpnII優勝馬は1kgの負担増となる(2歳時の成績は対象外。)。
賞金額
1着3000万円、2着1050万円、3着600万円、4着300万円、5着150万円、着外手当18万円。
副賞
特別区競馬組合管理者賞、日本中央競馬会理事長賞、日本馬主協会連合会長奨励賞、日本地方競馬馬主振興協会会長賞、地方競馬全国協会理事長賞、東京都馬主会理事長賞、NAR生産牧場賞
優先出走権付与
本競走で上位2着までに入った地方競馬所属馬には、かしわ記念の優先出走権が付与される。

### 過去の賞金額
| 回数             | 総額賞金 （万円） | 1着賞金 （万円） | 2着賞金 （万円） | 3着賞金 （万円） | 4着賞金 （万円） | 5着賞金 （万円） |
| ---------------- | ----------------- | ---------------- | ---------------- | ---------------- | ---------------- | ---------------- |
| 第20回（2009年） | 5,100             | 3,000            | 1,050            | 600              | 300              | 150              |
| 第21回（2010年） | 5,100             | 3,000            | 1,050            | 600              | 300              | 150              |
| 第22回（2011年） | 4,590             | 2,700            | 945              | 540              | 270              | 135              |
| 第23回（2012年） | 4,590             | 2,700            | 945              | 540              | 270              | 135              |

上記の表中の「総額賞金」は1着から5着までの着内賞金の和であり（着外手当を含まない）、国際セリ名簿基準書ではこれを「purse（賞金総額）」と紹介している。

## 歴史
- 1991年 - 大井競馬場ダート1400メートルの重賞東京シティ盃として創設。大井競馬では創設から距離短縮時まで唯一の1400メートル重賞であった。当初は1月に施行されていた。
- 1995年 - 早田秀治が騎手として史上初の連覇。
- 1997年 - 南関東G3に格付けされる。
- 2001年 - 馬齢表記の変更に伴い、出走条件を旧5歳以上から4歳以上に変更。
- 2002年 - スタンド改修工事に伴いダート1390メートルで施行（翌年まで）。
- 2003年 - 高橋三郎が調教師として史上初の連覇。
- 2004年 - 施行時期が3月に移行し、マイルグランプリからかしわ記念へと向かう春の南関東マイル路線の開幕戦と位置づけられた。
- 2005年 - 東京メトロポリタンテレビジョンから優勝杯「東京MXテレビ賞」の提供を受ける。2008年に「TOKYO MX賞」と改称し、2009年の第19回まで提供。
- 2007年
  - 施行距離が1200メートルに短縮。これにより大井競馬場の1400メートル重賞はいったん消滅する。
  - 御神本訓史が騎手として史上2人目の連覇。
  - 高橋三郎が調教師として自身2度目、史上2人目の連覇。
- 2008年 - 格付けが南関東SIIIに変更。
- 2009年 - この年は会計年度をまたいで2回行われた。2回目（第20回）から東京スプリントに改称し、ダートグレード競走となる。施行時期が4月に移行しナイター開催（トゥインクルレース）となる。
- 2011年 - 節電のため、昼間開催で施行。
- 2020年 - 新型コロナウイルス感染症（COVID-19）の流行及び改正・新型インフルエンザ等対策特別措置法32条に基づいて日本国政府から発令された新型コロナウイルス緊急事態宣言により、客を入れない「無観客競馬」として開催。

### 歴代優勝馬
| 回数   | 施行日        | 優勝馬             | 性齢 | 所属 | タイム | 優勝騎手   | 管理調教師 | 馬主                     |
| ------ | ------------- | ------------------ | ---- | ---- | ------ | ---------- | ---------- | ------------------------ |
| 第1回  | 1991年1月04日 | ダイコウガルダン   | 牡7  | 大井 | 1:27.7 | 早田秀治   | 高岩隆     | 熊久保勅夫               |
| 第2回  | 1992年1月09日 | テツノヒリユウ     | 牡10 | 大井 | 1:25.7 | 鷹見浩     | 大山末治   | （株）勝俣工務店         |
| 第3回  | 1993年1月14日 | ウエルテンシヨン   | 牡6  | 大井 | 1:25.6 | 久保田信之 | 大塚三郎   | 水落廣志                 |
| 第4回  | 1994年1月17日 | ハナセール         | 牡7  | 大井 | 1:25.5 | 高橋三郎   | 物井榮     | （有）兼正商事           |
| 第5回  | 1995年1月04日 | ブルーファミリー   | 牡6  | 大井 | 1:25.3 | 早田秀治   | 栗田繁     | 森杉茂                   |
| 第6回  | 1996年1月18日 | ヒカリルーファス   | 牡5  | 大井 | 1:25.9 | 早田秀治   | 高岩隆     | 野口光雄                 |
| 第7回  | 1997年1月16日 | アマゾンオペラ     | 牡7  | 船橋 | 1:25.8 | 石崎隆之   | 出川己代造 | 柳澤瀀                   |
| 第8回  | 1998年1月21日 | セントリック       | 牡6  | 大井 | 1:25.9 | 宮浦正行   | 岡部盛雄   | 吉岡善吾                 |
| 第9回  | 1999年1月02日 | カガヤキローマン   | 牡7  | 大井 | 1:25.9 | 森下博     | 高柳恒男   | 加藤武久                 |
| 第10回 | 2000年1月10日 | アローセプテンバー | 牡6  | 船橋 | 1:25.5 | 左海誠二   | 北川亮     | 柳谷泰蔵                 |
| 第11回 | 2001年1月17日 | サプライズパワー   | 牡7  | 船橋 | 1:24.4 | 石崎隆之   | 川島正行   | 大迫忍                   |
| 第12回 | 2002年2月11日 | フレアリングマズル | 牡4  | 大井 | 1:24.4 | 的場文男   | 高橋三郎   | 山口明彦                 |
| 第13回 | 2003年1月15日 | ハタノアドニス     | 牡7  | 大井 | 1:25.2 | 内田博幸   | 高橋三郎   | 畑末廣郎                 |
| 第14回 | 2004年3月17日 | ブラウンシャトレー | 牡7  | 船橋 | 1:24.6 | 張田京     | 岡林光浩   | 小島史代                 |
| 第15回 | 2005年3月09日 | ブルーローレンス   | 牡4  | 川崎 | 1:25.4 | 的場文男   | 足立勝久   | 黛大介                   |
| 第16回 | 2006年3月01日 | ベルモントファラオ | 牡7  | 大井 | 1:25.0 | 御神本訓史 | 高橋三郎   | （有）ベルモントファーム |
| 第17回 | 2007年3月14日 | フジノウェーブ     | 牡5  | 大井 | 1:11.8 | 御神本訓史 | 高橋三郎   | 大志総合企画（株）       |
| 第18回 | 2008年3月12日 | ベルモントストーム | 牡7  | 船橋 | 1:12.8 | 石崎隆之   | 出川克己   | （有）ベルモントファーム |
| 第19回 | 2009年3月04日 | フジノウェーブ     | 牡7  | 大井 | 1:12.4 | 御神本訓史 | 高橋三郎   | 大志総合企画（株）       |
| 第20回 | 2009年4月08日 | ゼンノパルテノン   | 牡7  | JRA  | 1:11.6 | 内田博幸   | 松永昌博   | 大迫久美子               |
| 第21回 | 2010年4月07日 | スーニ             | 牡4  | JRA  | 1:12.2 | 川田将雅   | 吉田直弘   | 吉田和美                 |
| 第22回 | 2011年4月20日 | セレスハント       | 牡6  | JRA  | 1:10.8 | 福永祐一   | 松永幹夫   | 岡浩二                   |
| 第23回 | 2012年4月18日 | セイクリムズン     | 牡6  | JRA  | 1:10.5 | 岩田康誠   | 服部利之   | 金田成基                 |
| 第24回 | 2013年4月10日 | ラブミーチャン     | 牝6  | 笠松 | 1:11.7 | 戸崎圭太   | 柳江仁     | 小林祥晃                 |
| 第25回 | 2014年4月02日 | ノーザンリバー     | 牡6  | JRA  | 1:10.7 | 蛯名正義   | 浅見秀一   | 林正道                   |
| 第26回 | 2015年4月08日 | ダノンレジェンド   | 牡5  | JRA  | 1:10.6 | 丸田恭介   | 村山明     | （株）ダノックス         |
| 第27回 | 2016年4月06日 | コーリンベリー     | 牝5  | JRA  | 1:11.4 | 松山弘平   | 小野次郎   | 伊藤恵子                 |
| 第28回 | 2017年4月19日 | キタサンサジン     | 牡5  | JRA  | 1:12.7 | 内田博幸   | 梅田智之   | （有）大野商事           |
| 第29回 | 2018年4月18日 | グレイスフルリープ | 牡8  | JRA  | 1:11.8 | 武豊       | 橋口慎介   | 前田晋二                 |
| 第30回 | 2019年4月10日 | キタサンミカヅキ   | 牡9  | 船橋 | 1:11.6 | 森泰斗     | 佐藤賢二   | （有）大野商事           |
| 第31回 | 2020年4月08日 | ジャスティン       | 牡4  | JRA  | 1:10.9 | 坂井瑠星   | 矢作芳人   | 小田吉男                 |
| 第32回 | 2021年4月14日 | リュウノユキナ     | 牡6  | JRA  | 1:11.5 | 柴田善臣   | 小野次郎   | 蓑島竜一                 |
| 第33回 | 2022年4月20日 | シャマル           | 牡4  | JRA  | 1:10.5 | 川須栄彦   | 松下武士   | 金山敏也                 |
| 第34回 | 2023年4月19日 | リュウノユキナ     | 牡8  | JRA  | 1:10.3 | 横山武史   | 岩戸孝樹   | 蓑島竜一                 |
| 第35回 | 2024年4月10日 | ジャスティン       | 牡8  | 大井 | 1:12.3 | 西啓太     | 坂井英光   | 小田吉男                 |
| 第36回 | 2025年4月16日 | エートラックス     | 牡4  | JRA  | 1:11.3 | J.モレイラ | 宮本博     | （有）サンデーレーシング |

2000年以前は旧馬齢表記。
出典：南関東4競馬場公式「東京スプリント競走優勝馬」https://www.nankankeiba.com/win_uma/42.do